# Акелайтис, Микалоюс
Микало́юс Акела́йтис, или Николай Акелевич (лит. Mikalojus Akelaitis, пол. а; 5 декабря 1829, Чудеришки, Сувалкская губерния или Литва — 27 сентября 1887, Париж) — литовский просветитель, писатель, издатель, участник Январского восстания 1863 года.

## Происхождение фамилии
И литовская, и польская форма фамилии означают то же самое: потомок человека с литовским прозвищем, или фамилией Akelis «Глазик» — патронимической формой прозвища Akis «Глаз». Прозвище-фамилия с таким значением обычно и для Польши. Двойная форма одной патронимической фамилии с финалью по-литовски -aitis и по-польски -owicz, -ewicz, нередко встречалась на землях Великого княжества Литовского (например, Матулевич-Матулайтис (Matulewicz-Matulaitis), епископ виленский в XX веке).

## Биография

### Ранние годы
Родился 5 декабря 1829 года в деревне Чудеришки (Čiuoderiškės, Czuderyszki) Мариампольского уезда Царства Польского, Российская империя (ныне Литва), в крестьянской семье. Отец за участие в восстании 1831 года был сослан в Сибирь, где и умер. Брат деда сражался под Сомосьерой в Испании. Отчим матери участвовал в битве под Матеёвицами. Воспитанием Николая, по литовской традиции, занялась бабка. Азы просвещения получил дома от учителей-передвижников и в приходской школе местечка Сосново от ксендза Христофора Шверницкого. Учился в двухклассной начальной школе и в польской четырёхлетней уездной школе в Мариамполе, которой формально не окончил, несмотря на отличную учёбу. Очевидно, он тяготился школьным принуждением, вдобавок хотел помочь бедной матери, содержавшей его. Польским языком овладел лишь в двенадцать лет. «На литовском языке я впервые помолился за душу отца … а польский открыл мне врата к святыне науки» — напишет он через много лет на эмиграции. Все дальнейшие знания из самых разных областей добыл упорным самоучкой. Покинув школу, сразу же начал работать домашним учителем в шляхетских усадьбах.

### Приезд в Варшаву

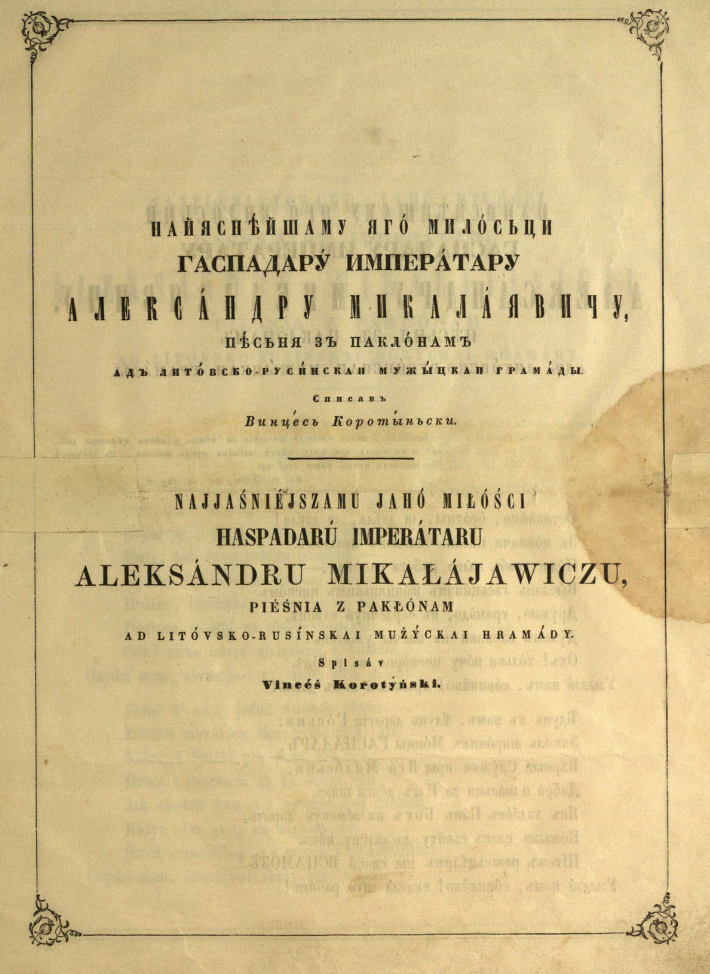
Страница Альбома, заглавие стихов В. Коротынского.

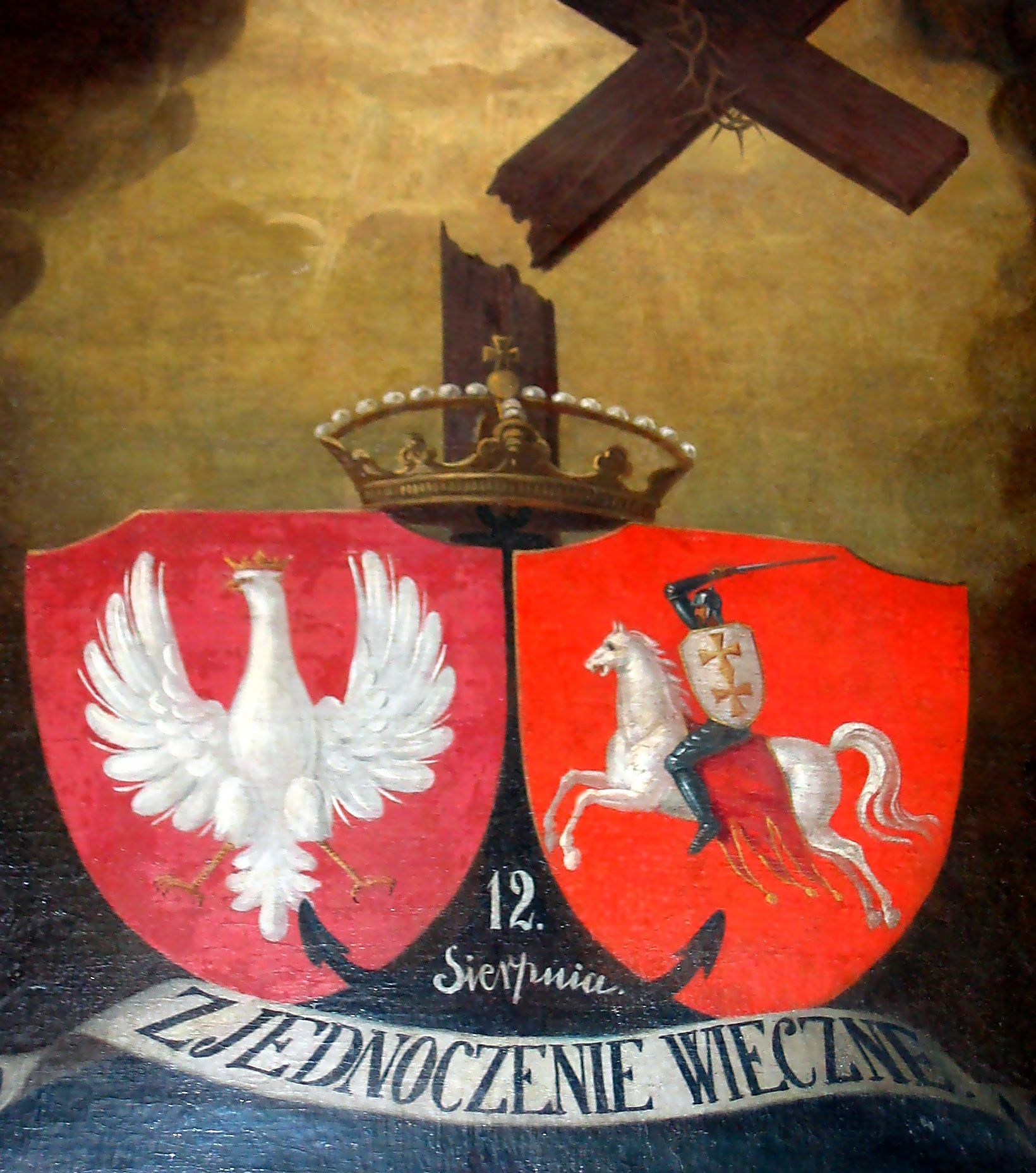
Рисунок 1861 года, напоминающий о Кревской унии.

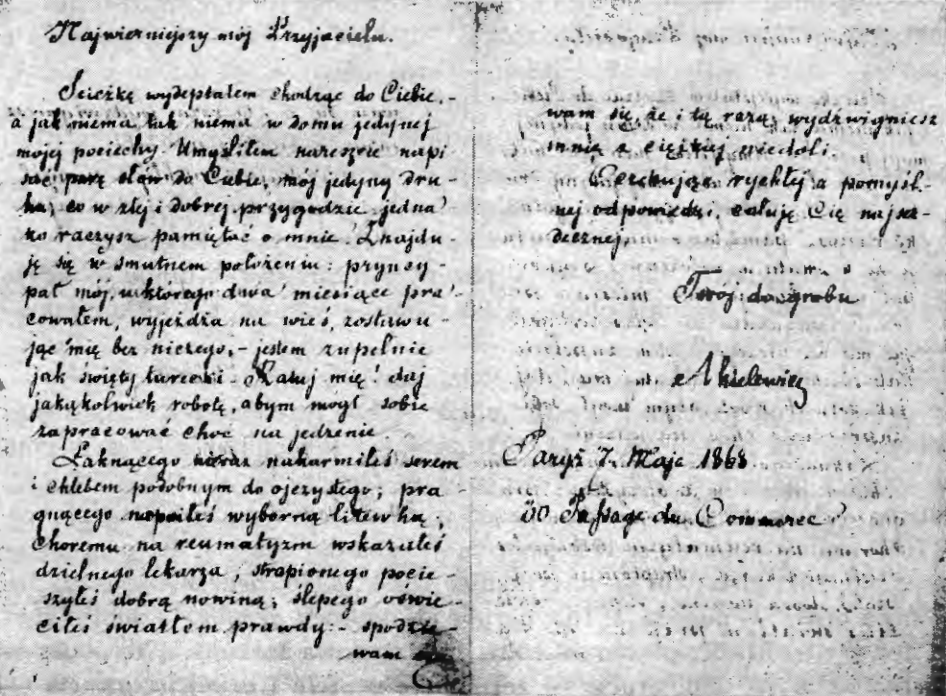
Письмо к Леонарду Недзьведзкому (1868 г.)

В 1850 году переселился в Варшаву, где жил литературным трудом и частными уроками. В 1856 году в периодике «Kronika Wiadomości Krajowych i Zagranicznych» появилась его первая статья под псевдонимом «Chłop z Mariampolskiego» (Мужик с Мариампольщины). Тогда же он познакомился с этнографом Оскаром Кольбергом, сотрудничал с ним как переводчик и собиратель материала. Поддерживал контакты с Александром Осиповичем и Антонием Ивегером, сувалчанами, знатоками литовской культуры. Тематикой художественных публикаций Акелевича стало то близкое ему, что связано с Литвой: общественно-хозяйственные отношения, культура, язык. Он был энергичен в своих начинаниях и инициативен. Когда удалось издание литературы для литовского народа на средства магнатов (князей Иренея Огинского и Вильгельма Радзивилла), Акелевич был её редактором и едва ли не единственным автором. Он даже объявил конкурс на литовские хрестоматии для детей, учебные методики, словарь, сравнительную грамматику литовских говоров, неудавшийся из-за материальных проблем. В Альбоме по поводу прибытия Александра II в Вильну (1858 год) помещены его литовские приветственные стихи. Объявленный отступником, он переехал в Курляндию (там изучил основы латышского языка), а дальше на Жмудь. Писал в варшавские газеты и «Kurier Wileński». На Жмуди жил в Ворне и Ретове, дружил с Симоном Довконтом.

### Переезд в Вильну и восстание 1863 года
С 1860 года жил в Вильне. Работал корректором польской прессы, что позволило ему усовершенствовать свою польскую речь. В 1861 году в фарном костёле Ковно проходил сбор средств для патриотических целей. Акелевич, случившийся там, был без денег, но пожертвовал материнское обручальное кольцо и часы. В 1861—1862 гг. массово распространялись написанные им литовские воззвания с изображением сломанного креста — призыв к солидарности с варшавскими манифестациями. Вместе с Т. Корзоном и Шимоном Катыллем он организовал 12 августа 1861 года резонансную польско-литовскую манифестацию в Ковно (в районе Алексота). Близился 1863 год. Акелевич активно участвует в революционном движении, ведёт агитацию, в связи с чем его разыскивает полиция. Не нашедший надёжного укрытия на родине, он перешёл прусскую границу и направился в Париж. Там устроился на работу в польскую библиотеку. Лишь только началось Январское восстание, Акелевич вернулся в свою страну. Он назначен заместителем Ю. Пиотровского, комиссара Национального Правительства в Августовском воеводстве: организует отряды повстанцев. В начале 1864 года, вместе с Брониславом Радишевским издавал двуязычную газету «Wiadomości o naszej wojnie z Moskalami», писал литовскую версию, под псевдонимом Cziuoderiszkių Mikałojus — Микалоюс из Чудеришек. Восстание было подавлено и Акелевич-Акелайтис направился в Пруссию, чтобы вести разъяснительную работу среди литовцев в окрестностях Тильзита. Он был привлечён к уголовной ответственности и в Кёнигсберге осуждён на двухлетнее тюремное заточение, но в миг объявления приговора сумел сбежать из зала суда, воспользовавшись невнимательностью стражи. Дорогой повстанцев-скитальцев направился снова в Париж.
Женился на француженке, с ней имел двух сынов и дочь.

### Жизнь в Париже
Помимо службы в разных учреждениях, находил время обильно писать статьи, помещённый как польской («Варшавская газета»), так в литовской («Aušra») прессой. Ограничился литовской тематикой, желая принести пользу Литве в новых условиях. На эмиграции снискал всеобщее уважение и отличался дружелюбием. Основал в Париже Литовское литературное общество. 1 декабря 1882 г. вышел на пенсию. Умер в Париже 27 сентября 1887 года. Похоронен 29 сентября на кладбище Пантен.

## Языкотворец

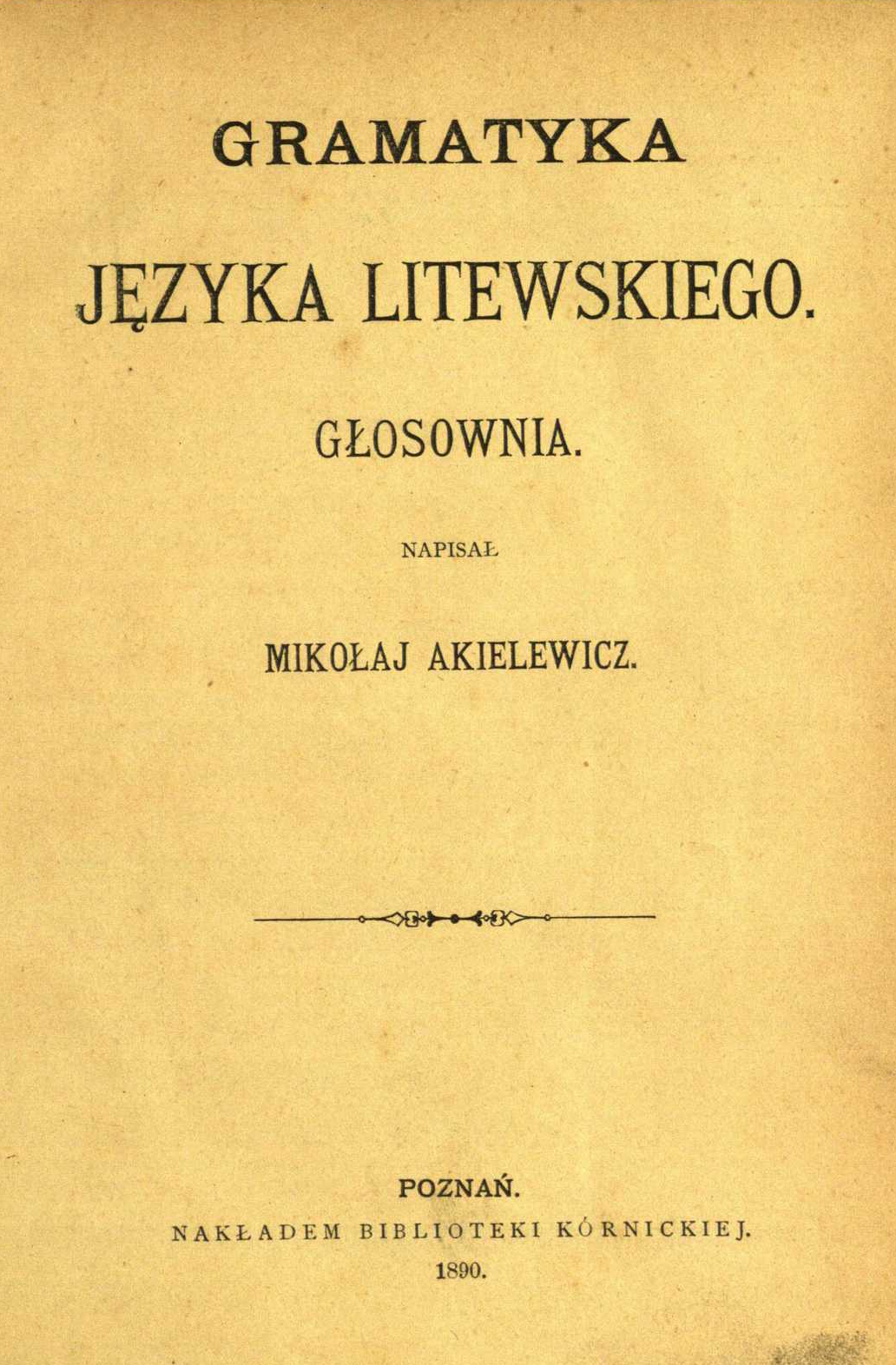
Титульный лист литовской грамматики Акелевича на польском языке.

Акелевич начал заменять заимствования (германизмы и славянизмы) новыми словами, которые конструировал с опорой на традиционное словообразование литовских говоров. Одним из его неологизмов является слово žodynas 'словарь'; оно образуется от žodis 'слово' по той же модели, что и pušynas 'сосняк' от pušis 'сосна', (создание слов продолжил Йонас Яблонскис). Проблемы правописания Акелевич оставил неразрешенными. Склонялся более к написанию этимологическому, согласно которому следовало бы писать, например, augsztas 'высокий' (от aug-ti 'расти'), вместо фонетического auksztas.

## Труды
Автор дидактических повестей и рассказов в народном духе, книг о литовских традициях (Słówko o bogach litewskich, Rzut oka na starożytność narodu litewskiego). Издал букварь (Elementarz albo początkowa nauka, ułożona dla małych dziatek, Вильно, 1860 год), религиозные книги (Małda pas Szwencziausiu Pannu Mariju, Giesmes nabožnos). Повесть Kwestarz написал в подражание Яну Ходзько. Подготовил литовско-польский словарь. Посмертно издана литовская грамматика.
Переводил с польского на литовский и наоборот («Времена года» Кристионаса Донелайтиса). Революционную брошюру «Hutarki staroha dzieda» (1860) перевёл на литовский с белорусского языка.  Был знаком с белорусско-польскими писателями, планировал издание белорусских книг. Положительно оценил перевод В. Дунина-Мартинкевича поэмы «Пан Тадеуш» с польского языка на белорусский.
Акелевич-Акелайтис был носителем польско-литовского национального сознания и сторонником единства народов бывшей Речи Посполитой.